# Lorenzo Allegri
Pour les articles homonymes, voir Allegri.
Lorenzo Allegri (°? - †1527) est un peintre italien, actif et mort à Correggio. Oncle d'Antonio Allegri dit Le Corrège, il fut son premier maître et lui légua une partie de ses biens à sa mort.
On connaît de lui une peinture pour le couvent San Francisco de Correggio.

## Source
- Dictionnaire critique et documentaire des peintres, sculpteurs, dessinateurs et graveurs de tous les temps et de tous les pays, sous la direction de E. Bénézit - Tome premier A à C - Éditeur D. Roger et F. Chernoviz, Paris, 1911